# Henry Rollins
Henry Rollins (nascido Henry Lawrence Garfield, Washington, D.C., 13 de fevereiro de 1961) é um cantor, compositor, músico, ator, apresentador, comediante, e ativista estadunidense. Em 1980, após ser vocalista do State of Alert (uma banda punk de Washington D.C.), Henry Rollins assumiu o papel de vocalista do Black Flag, onde permaneceu de agosto de 1981 até o começo de 1986. Após o fim da banda, Rollins criou a sua própria gravadora e editora (batizando-a de 2.13.61), com o intuito de lançar seus próprios álbuns de spoken word e seus livros, e também livros de outras pessoas. Rollins também foi vocalista da Rollins Band, uma banda de rock alternativo que teve inúmeras formações de 2003 a 2006.
Desde o Black Flag, Rollins tem embarcado em projetos de diferentes áreas da mídia. Ele apresentou diversos programas na rádio (como o Harmony in My Head da Indie 103) e também diversos programas de televisão, como o The Henry Rollins Show, o 120 Minutes (na MTV americana), Jackass, e alguns outros.
Ele teve um papel recorrente como um supremacista branco na segunda temporada de Sons of Anarchy, e participou também de diversos filmes. Henry Rollins fez campanha para várias causas políticas nos Estados Unidos, incluindo a promoção de igualdade no casamento para casais LGBT; World Hunger Relief; e diversos passeios com a United Service Organizations para entreter as tropas americanas na guerra.
Henry é grande amigo de Glenn Danzig, fundador do Misfits, e amigo de infância de Ian MacKaye que fundou as consagradas Minor Threat e Fugazi, além dos integrantes das bandas Stooges, Black Sabbath, MC5, Janes Addiction e outros.

## Começo
Nascido Henry Lawrence Garfield em Washington, D.C., ele foi criado no bairro de Gloves Park. Os seus pais se divorciaram quando ele tinha apenas dois anos de idade, e, consequentemente, ele passou a sofrer de depressão e baixa autoestima. Ele foi criado por sua mãe, uma mulher chamada Iris, que o ensinou a ler antes de Henry ser matriculado no jardim de infância. Entretanto, devido às "péssimas notas, mau comportamento e conduta pobre", ele acabou sendo mandado a uma escola preparatória em Potomac, Maryland.
De acordo com o próprio Henry Rollins, a escola preparatória o ajudou a desenvolver senso de disciplina e um forte trabalho ético. Foi nessa escola preparatória que ele começou a escrever bastante, e seus primeiros textos geralmente eram pequenas histórias sobre "destruir as escolas e assassinar todos os professores."

## Carreira na música

### "State of Alert"
Artigo principal: State of Alert
Após o colegial, Henry tentou entrar na faculdade, mas ele acabou abandonando os estudos para começar a trabalhar em pequenos empregos. Trabalhou principalmente como correio para amostras de fígado no National Institutes of Health. Henry Rollins começou a se envolver com o punk rock quando ele e Ian MacKaye (que mais tarde tornou-se vocalista do Minor Threat) compraram o primeiro albúm dos Ramones. Mais tarde, ele descreveu isso como sendo uma "revelação."
Em 1979, Henry Rollins estava trabalhando como roadie para algumas bandas locais, incluindo a Teen Idles (banda de seu amigo Ian MacKaye). Quando Nathan Strejcek, o vocalista da banda, se recusou a aparecer nos ensaios, Henry Rollins convenceu a banda a deixá-lo cantar. A habilidade de Henry Rollins cantar se espalhou por toda a cena underground de Washington. Ele era um vocalista tão bom, que H.R. (vocalista da banda Bad Brains), ia até o palco e pedia a Henry se poderia cantar com ele.
Em 1980, o The Extorts (uma banda punk de Washington), perdeu o seu vocalista para o Minor Threat. Henry Rollins juntou-se aos garotos do The Extorts e acabou formando o State of Alert, onde tornou-se vocalista e frontman da banda. Henry Rollins acrescentou algumas palavras às cinco músicas da banda e escreveu mais algumas. O State of Alert gravou o "No Policy", seu primeiro EP, no ano de 1981, pela gravadora de Ian MacKaye, a Dischord Records.
Após uma dúzia de shows e o "No Policy" gravado, o State of Alert se desfez. Henry Rollins gostou de ser o vocalista da banda, e gostou também de ter conseguido a reputação de lutador em seus shows. Mais tarde, ele disse: "Eu tinha dezenove anos, e era um jovem cheio de vapor (...) Adorava entrar nas brigas." Naquela época, Henry Rollins havia se tornado o gerente da loja de sorvetes Häagen-Dazs de Georgetown, e o seu emprego fixo havia o ajudado a financiar o EP do State of Alert.

### "Black Flag"
Artigo principal: Black Flag
Em 1980, um amigo de Henry Rollins deu a ele a cópia do EP Nervous Breakdown do Black Flag. Não demorou muito tempo para que Henry se tornasse fã da banda, trocando cartas com o baixista Chuck Dukowski e, mais tarde, convidando a banda a ficar na casa de seus pais (quando o Black Flag viesse fazer turnê na costa leste dos Estados Unidos, em dezembro de 1980). E quando o Black Flag finalmente veio para a costa leste, Henry Rollins fez questão de aparecer no maior número possível de shows. Em um show improvisado em um bar de Nova York, Dez Cadena, o vocalista do Black Flag, convidou Henry Rollins para cantar a música "Clocked In" junto com a banda.

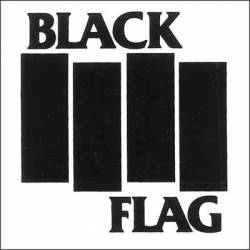
Logotipo da banda.

Sem o conhecimento de Henry Rollins, Dez Cadena queria deixar de cantar para se tornar apenas guitarrista da banda, e era por isso que a banda estava à procura um novo vocalista. O Black Flag ficou impressionado com os cânticos de Henry Rollins fora do palco e no dia seguinte, após uma audição informal, o convidou para ser o vocalista definitivo da banda.  Apesar de ter algumas dúvidas em mente, Henry aceitou (Ian MacKaye, o seu amigo, também havia insistido bastante para que ele aceitasse). O seu alto nível de energia, alinhado à sua intensa personalidade, se adequaram perfeitamente ao estilo da banda; mas o gosto eclético de Henry Rollins pela música, foi também um fator chave para que ele fosse escolhido pelo Black Flag. Greg Ginn, o fundador do Black Flag, estava ampliando o seu conhecimento musical e queria um vocalista que fosse muito além da simplicidade punk dos "três acordes".
Em 1981, após se juntar ao Black Flag, Henry Rollins pediu demissão do seu emprego na Häagen-Dazs, vendeu o seu carro e se mudou para Los Angeles, na Califórnia. Logo após chegar em Los Angeles, Henry Rollins tatuou o símbolo do Black Flag em seu bíceps esquerdo e mudou o seu sobrenome para "Rollins" (um sobrenome fictício que ele e seu amigo Ian MacKaye haviam usado na adolescência). Naquela época, Los Angeles ainda era um ambiente novo para Henry Rollins e, no momento em que a polícia descobriu que ele era o novo membro do Black Flag, passou a assediá-lo vigorosamente.  Rollins disse, alguns anos mais tarde: "Aquilo realmente me assustou. Fiquei apavorado em descobrir que um adulto poderia fazer aquilo. (...) Os meus pequenos olhos ficaram abertos na maior parte do tempo."
Antes dos shows, com a banda já toda afinada, Henry Rollins andava pelo palco usando apenas uma bermuda preta, e rangendo os seus dentes. Para se concentrar no show, ele apertava uma bola de bilhar. A sua performance no palco impressionava diversos críticos. Em 1982, após um show em Anacortes, Washington, Calvin Johnson, fundador da banda Beat Happening, na época crítico musical da Sub Pop, escreveu: "Henry estava incrível. Ele andava de um lado para o outro, pulava, saltava, rosnava, e tudo era real. Foram as experiências emocionais mais intensas que eu já vi."
Em 1983, a enérgica performance de Henry Rollins em pleno palco, começou a afastá-lo do Black Flag. Durante um show na Inglaterra, Henry Rollins agrediu um membro na plateia. Mais tarde, Greg Ginn repreendeu Henry, chamando-o de "babaca machista."
Uma disputa legal da banda com a Unicorn Records atrasou os lançamentos do Black Flag até o ano de 1984, e Greg Ginn começara a diminuir o tempo rítmico da banda, o que os deixava ainda mais inovativos. Em agosto de 1983, o guitarrista Dez Cadena abandonou o grupo. Um impasse cresceu entre Charles Dukowski e Greg Ginn, que o queria fora da banda. Pouco tempo depois, a fim de evitar que a confusão seguisse adiante, Greg Ginn demitiu Charles Dukowski definitivamente.
A mudança do Black Flag de estilo musical, pareceu perturbar muitos fãs originais da banda, que procuraram demonstrar o descontentamento com Henry Rollins socando-o na boca, esfaqueando-o com canetas, arranhando-o com as unhas, entre muitos outros métodos. Durante muitas vezes, Henry Rollins também demonstrou o seu descontentamento com a platéia, espancando muitos fãs violentos durante os shows. Henry Rollins havia começado a se distanciar de sua platéia, e mais tarde, no seu diário de turnê, Henry escreveu: "Quando eles cuspiam em mim, e quando eles me agarravam, eles não estavam me machucando. Quando eu forçava as coisas e avançava para cima deles, isso mostrava perfeitamente o que eu realmente queria fazer com eles."
Durante a disputa legal da banda com a Unicorn Records, Henry Rollins havia começado um programa de levantamento de peso, e na turnê que o Black Flag fez em 1984, ele havia conseguido uma forma física visivelmente impecável. Mais tarde, o jornalista Michael Azarrad comentou que: "seu físico poderoso era uma metáfora para o invulnerável escudo emocional que ele estava desenvolvendo em torno dele próprio." Henry Rollins respondeu que "não, o treinamento era basicamente um modo de me esforçar."

### Rollins Band
Artigo principal: Rollins Band

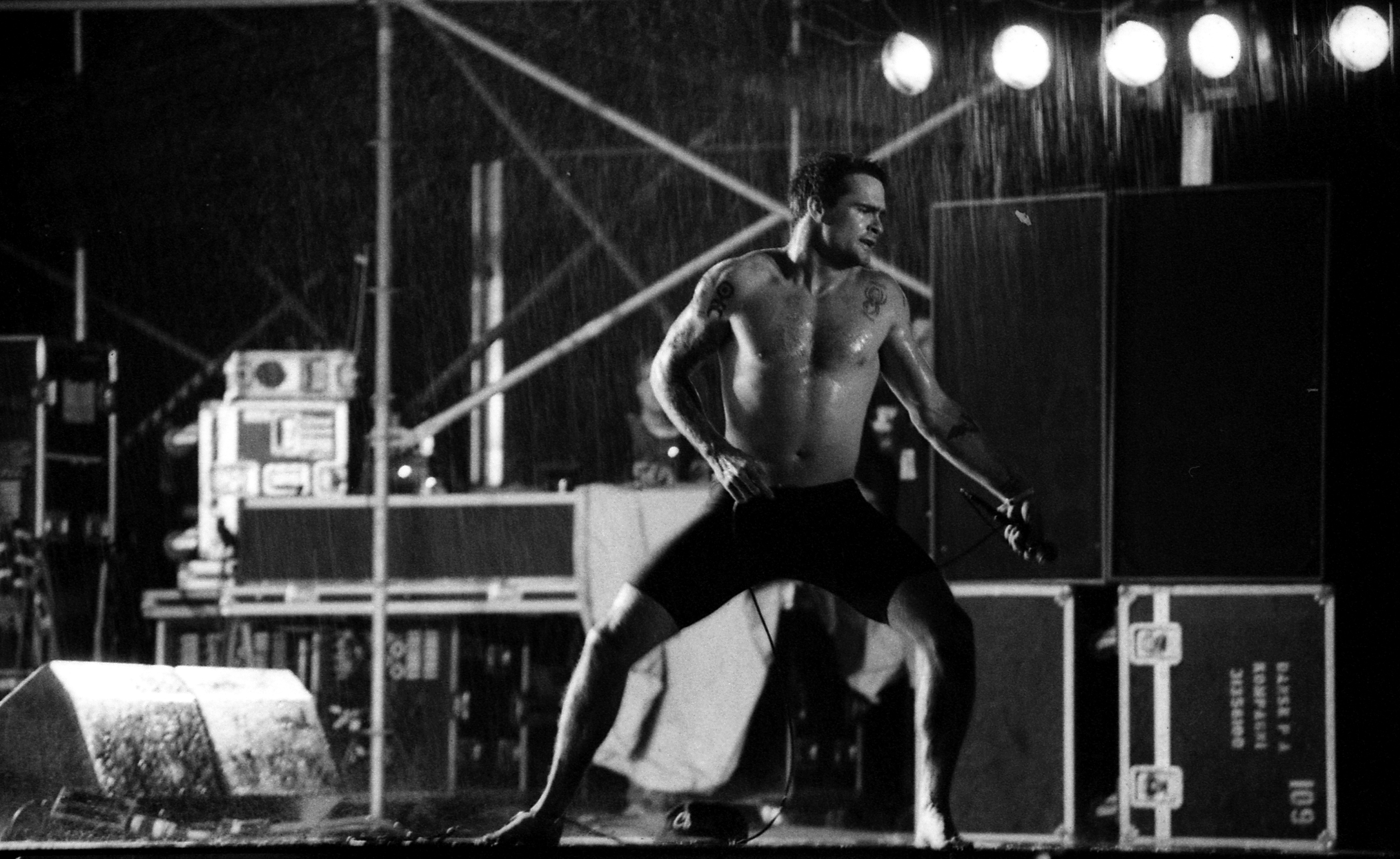
Rollins com a Rollins Band em 1993.

Antes do Black Flag chegar ao fim, em agosto de 1986, Henry Rollins já havia viajado sozinho, como um artista de spoken word. Em 1987, ele lançou dois álbuns solo: o "Hot Animal Machine" (em colaboração com o guitarrista Chris Haskett) e também o "Drive by Shooting" (gravado sob o nome de "Henrietta Collins and the Wifebeating Childhaters". Naquele mesmo ano, Henry Rollins lançou também o seu segundo álbum de Spoken word, intitulado de "Big Ugly Mouth".
Ao lado de Chris Haskett, Henry Rollins acabou juntando-se a Andrew Weiss e Sim Cain (ambos eram membros da banda "Gone", de Greg Ginn), e batizou a sua nova banda de "Rollins Band".
Com a Rollins Band, eles excursionaram bastante, e o álbum de estréia, o famoso "Life Time" (de 1987), foi rapidamente seguido pelo álbum Do It. Em 1988, a banda continuou excursionando por todas as partes do país. Em 1989, eles lançaram o segundo álbum de estúdio (intitulado de "Hard Volume") e o "Turned On" (um álbum gravado ao vivo na Áustria). Já em 1990, veio outro álbum de Spoken Word, o Live at McCabe's.
Em 1991, a Rollins Band assinou um acordo de distribuição com a Imago Records, e trataram também de aparecer no Festival de Lollapalooza. Isso serviu para aperfeiçoar a presença da banda. No entanto, em dezembro de 1991, Henry Rollins e seu amigo Joe Cole, foram abordados por homens armados pertencentes à Venice Shoreline Crips, uma gangue de Venice, Califórnia. Isso ocorreu no lado de fora da casa de Henry Rollins. O seu amigo Joe Cole foi assassinado com um tiro na cabeça, porém Henry Rollins conseguiu escapar sem nenhum ferimento grave. Ainda bastante traumatizado pela morte de seu amigo, como narrado em seu livro "Now Watch Him Die", Henry Rollins continuou lançando novos materiais. Em 1992, o álbum de Spoken Word, "Human Butt", foi lançado por sua própria gravadora, a 2.13.61. Foi ainda nesse ano que a Rollins Band lançou o álbum "The End of Silence", o primeiro álbum da banda a atingir paradas de sucesso.
No ano seguinte, Henry Rollins lançou um álbum duplo de spoken word, intitulado de "The Boxed Life". Ainda com o lançamento do The End of Silence, a Rollins Band entrou em turnê. Após o término da turnê, o baixista Andrew Weiss foi demitido da banda, dando lugar ao novo baixista, Melvin Gibbs, famoso por tocar com diversos artistas.
De acordo com o crítico Steve Huey, 1994 foi um ano produtivo para Henry Rollins e sua banda. Eles conseguiram participar do Woodstock '94 e lançaram também o álbum "Weight", que conseguiu entrar na Top 40 da Billboard. Como escritor, Henry Rollins lançou o seu livro "Get in the Van: On the Road with Black Flag" (e lançou também um CD-duplo homônimo em que ele lê o seu diário de turnê do Black Flag. Como consequência, ele ganhou o Grammy por "Melhor Gravação de Spoken Word". Como se ainda não bastasse, Henry Rollins foi eleito o "Homem do Ano" (de 1994) pela revista Details, conseguindo também um trabalho de colunista nessa mesma revista. Com a crescente exposição, Henry Rollins apareceu diversas vezes nos canais MTV e VH1. Ainda nesse mesmo ano, Henry Rollins fez a sua estreia no filme "The Chase", interpretando um policial.
Em 1995, a Imago Records, gravadora da Rollins Band, declarou falência. Henry Rollins começou a dar mais atenção à sua carreira de spoken word, lançando o álbum "Everything". Henry Rollins também continuou aparecendo em vários filmes, incluindo "Heat", "Johnny Mnemonic" e "Lost Highway".
Em 1997, a Rollins Band assinou com a DreamWorks Records, lançando o álbum "Come In and Burn" (que não recebeu tanta aclamação da crítica como os álbuns lançados anteriormente). Henry Rollins também continuou lançando mais trabalhos com spoken word, lançando o livro "Black Coffee Blues". Em 1998, veio o lançamento do "Think Tank", outro trabalho envolvendo o spoken word.
Em 1998, Henry Rollins sentiu que a relação com a Rollins Band havia se deteriorado, o que fez com que a banda chegasse ao fim. Aproveitando que Henry Rollins vinha produzindo a banda Mother Superior, ele aproveitou para usar a banda como uma "nova versão" da Rollins Band. Foi dessa forma que o álbum "Get Some Go Again" acabou sendo lançado dois anos depois. A Rollins Band (com a nova formação), passou a lançar mais alguns álbuns, incluindo o "Nice" (de 2001) e o "Rise Above: 24 Black Flag Songs to Benefit the West Memphis Three" (de 2003).
Do ano de 2003 em diante, com a atenção que Henry Rollins deu ao seu trabalho na rádio e na televisão, a Rollins Band tornou-se inativa. Em 2006, no programa Tom Green Live!, Henry Rollins afirmou que "talvez nunca mais volte a fazer música".

## Estilo musical

### Vocal
Como vocalista, Henry Rollins acabou adotando uma grande diversidade de estilos no decorrer dos anos. Com a State of Alert, Henry Rollins "cuspia as letras como um leiloeiro perigoso." E ele procurou adotar um estilo bastante similar quando se juntou ao Black Flag em 1981. No primeiro álbum do Black Flag (o conturbado "Damaged"), Henry Rollins começou a incorporar um estilo mais cru ao seu vocal. Mais tarde, Henry Rollins afirmou: "O que eu estava fazendo era tentar achar uma combinação com o agito da música. A música era intensa e, bem, eu era tão intenso quando precisava."
Em ambas encarnações da Rollins Band, Henry Rollins combinou o seu gosto por spoken word com o seu estilo tradicional de cantar. Isso é um fator que pode ser notado em músicas como "Liar".

### Colaborações
Em 1993, Henry Rollins apareceu no álbum "Undertow", da banda Tool, onde ele e o vocalista da banda, Maynard James Keenan, cantam juntos na música "Bottom". 
Em 1996, Henry Rollins apareceu no álbum "Present Highball with the Devil", de Les Claypool, narrando a música "Delicate Tendrils".
Em 2000, Henry Rollins aparece também no álbum "Iommi", do guitarrista Tony Iommi (do Black Sabbath).

### Composições
Henry Rollins escreveu diversas músicas com o Black Flag, embora não tenha sido o compositor principal da banda. Com a Rollins Band, suas letras focavam "quase exclusivamente nas questões relativas à integridade pessoal", de acordo com o crítico Geoffrey Welchman.

### Produtor musical
Em 1995, Henry Rollins foi creditado por ter mixado e produzido o álbum "Ill at Ease", do Mark of Cain, uma banda australiana de hard rock/metal alternativo.
A banda canadense Chixdiggit! possui uma música chamada "Henry Rollins Is No Fun", uma sátira-homenagem ao cantor.

## Aparições na mídia

### Televisão
À medida que Henry Rollins tornava-se mais conhecido (em parte, devido às suas bandas), ele começava a aparecer em diversos programas da televisão a cabo. Em 1995, Henry Rollins apareceu em um episódio do Unsolved Mysteries, em que os produtores procuraram explorar a morte de Joe Cole, o melhor amigo de Henry, assassinado com um tiro na cabeça. Henry, ocupado com a Rollins Band, não apareceu em nenhum outro programa até 2001, mas fez diversas aparições em programas televisivos, incluindo Welcome to Paradox (em um episódio de 1998, chamado "All Our Sins Forgotten"; ocasião em que Henry interpretou um terapista que desenvolve um aparelho que pode apagar as memórias ruins de seus pacientes).
Henry dublou o personagem de Mad Stan no programa Batman Beyond (de 1999 a 2000). Em 2001, Henry Rollins apareceu como convidado (não creditado) de "Night Visions", uma série de televisão com episódios assustadores.
De 2002 a 2003, ele co-apresentou o programa britânico "Full Metal Challenge" (veiculado pelo Channel 4 e também pela TLC), no episódio em que vários times começam a construir veículos para competir em diversos campeonatos de corrida. Henry Rollins apareceu também em programas como Jackass, Californication, na segunda temporada de Sons of Anarchy (onde ele interpretou um supremacista branco) e na quarta temporada de Z-Nation.
Henry Rollins também já narrou episódios da UFC Primetime.

### Rádio
Em 19 de maio de 2004, Henry Rollins começou apresentando um programa semanal de rádio, chamado "Harmony in my Head", pela Indie 103.1 de Los Angeles. O programa foi ao ar todas as noites de segunda-feira, com Henry Rollins tocando uma variedade de música que vão do rock clássico e blues-rock ao hard rock, folk rock, punk rock, metal e rockabilly. Entretanto a rádio não deixava de lado jazz, reggae, música do mundo, e diversos outros estilos.
Em 2005, Henry deu um tempo no programa para empreender uma turnê de spoken word. No final de 2005, Henry anunciou que o programa estava voltando ao ar, e deu início ao primeiro episódio tocando uma música do Buzzcocks. Em 2009, a Indie 103.1 saiu do ar, porém continua na internet.
No dia 18 de fevereiro de 2009, a KCRW anunciou que Henry Rollins estaria apresentando um programa ao vivo nas noites de sábado. O primeiro programa foi ao ar no dia 7 de março daquele mesmo ano.

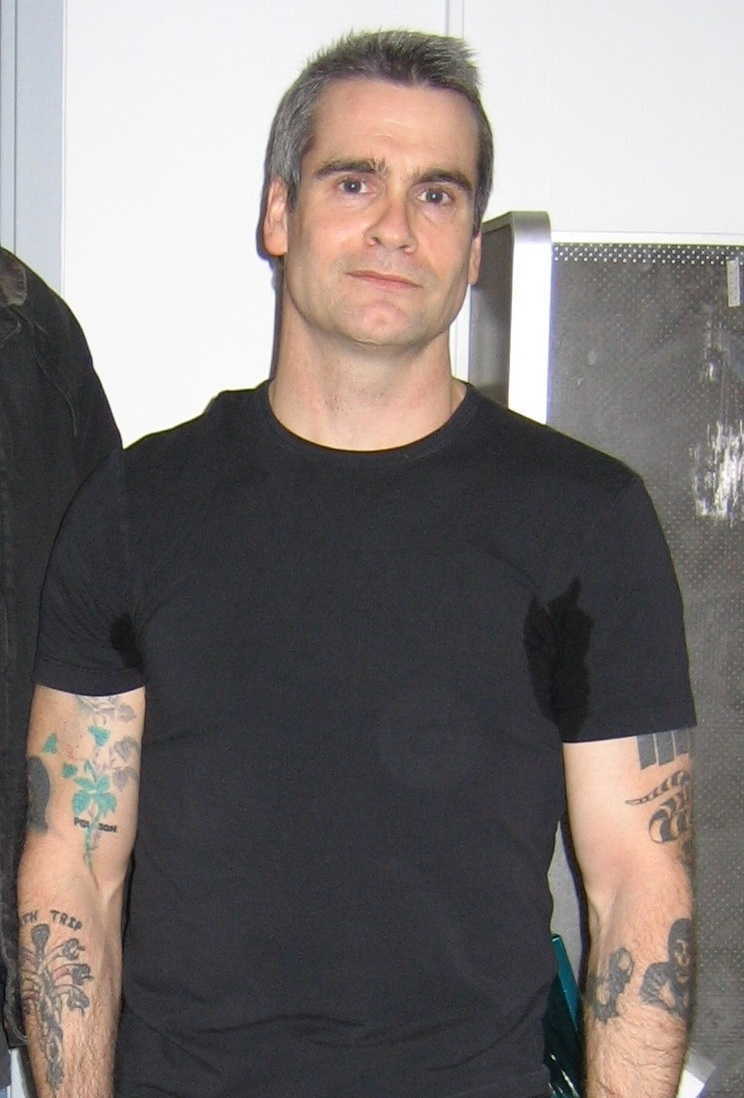
Henry Rollins em Dezembro de 2011.

### Filmografia parcial
Abaixo, a lista de alguns filmes que Henry Rollins apareceu:
- Kiss Napoleon Goodbye (1990), com Lydia Lunch e Don Bajema.
- The Crow (1994), com Brandon Lee.
- The Chase (1994), com Charlie Sheen.
- Johnny Mnemonic (1995), com Keanu Reeves, Ice T e Dolph Lundgren.
- Heat (1995), com Al Pacino, Robert De Niro e Val Kilmer.
- Lost Highway (1997), com Bill Pullman e Patricia Arquette. Dirigido por David Lynch.
- Jack Frost (1998), com Michael Keaton.
- Morgan's Ferry (1999), com Billy Zane e Kelly McGillis.
- Dogtown and Z-Boys (documentário de 2001)
- The New Guy (2002), com Tommy Lee e DJ Qualls.
- Jackass - The Movie (2002) com Johnny Knoxville e Bam Margera
- Jackass Number Two (2006) com Preston Lacy, Steve-O e Chris Pontius.
- Bad Boys II (2003), com Will Smith e Martin Lawrence.
- Feast (2005), com Balthazar Getty e Navi Rawat.
- The Alibi (2006)
- American Hardcore (2006)
- Wrong Turn 2 (2007)
- The Devil's Tomb (2009)
- H for Hunger (documentário de 2009)
- William Shatner's Gonzo Ballet (documentário de 2009)
- Green Lantern: Emerald Knights (Animação de 2011)
- Salad Days (filme) (documentário de 2014)
- Ele Nunca Morre (He Never Died) 2015

### Videoclipe
Em 2010, Henry Rollins apareceu no videoclipe da música Haifisch, da banda alemã Rammstein.

### Video game
Henry Rollins já dublou diversos personagens em jogos de video game, incluindo o personagem principal em "Mace Griffin in Mace Griffin: Bounty Hunter". Interpretou também a si mesmo no jogo "Def Jam: Fight for NY" onde era um dos personagens principais e um  dos mais fortes também. Nesse jogo ele é o único que possui 4 estilos de luta.

## Discografia

### comState of Alert
- No Policy (1981)

### comBlack Flag
- Damaged (Dezembro de 1981)
- My War (Março de 1984)
- Family Man (Setembro de 1984)
- Slip It In (Dezembro de 1984)
- Live '84 (Dezembro de 1984)
- Loose Nut (Maio de 1985)
- In My Head (Outubro de 1985)
- Who's Got the 10½? (1986)

### como Henry Rollins
- Hot Animal Machine (1987)
- Drive by Shooting (1987)

### comRollins Band
- Life Time (1987, relançamento em 1999)
- Hard Volume (1989, relançamento em 1999)
- Turned On (1990)
- The End of Silence (1992, relançamento em 2002) #160º EUA
- Weight (1994) #33 US, #22º Reino Unido
- Come In and Burn (1997) #89º EUA
- Insert Band Here (1999)
- A Clockwork Orange Stage (2000)
- Get Some Go Again (2000) #180º EUA
- Nice (2001) #178º EUA
- A Nicer Shade of Red (2002)
- End Of Silence Demos (2002)
- The Only Way to Know for Sure: Live in Chicago (2002)
- Rise Above: 24 Black Flag Songs to Benefit the West Memphis Three (2002)

### com Wartime
- Fast Food For Thought (1990)

### Lançamentos de Spoken Word
- Short Walk On a Long Pier (1985)
- Big Ugly Mouth (1987)
- Sweatbox (1989)

- Live @ McCabe's (1990)
- Human Butt  (1992)
- The Boxed Life (1993)
- Think Tank (1998)
- Eric the Pilot (1999)

- A Rollins In the Wry (2001)
- Live At the Westbeth Theater (2001)
- Talk Is Cheap: Volume 1 (2003)
- Talk Is Cheap: Volume 2 (2003)
- Talk Is Cheap: Volume 3 (2004)
- Talk Is Cheap: Volume 4 (2004)
- Provoked (2008)

- Spoken Word Guy: 11-03-08 Alexandria VA (2010)

### Vídeos de Spoken Word
- Talking From the Box (1993)
- Henry Rollins Goes to London (1995)
- You Saw Me Up There (1998)
- Up For It (2001)
- Live At Luna Park (2004)
- Shock & Awe: The Tour (2005)
- Uncut From NYC (2007)
- San Francisco 1990 (2007)
- Live In the Conversation Pit (2008)

### Audiolivro
- Get in the Van: On the Road with Black Flag (Audiolivro) (1994)
- Everything (Audiolivro) (1996)
- Black Coffee Blues (Audiolivro) (1997)
- Nights Behind the Tree Line (Audiolivro) (2004)

### Ensaio
- Iron and the Soul[11] Publicado pela primeira vez na revista Details, em 1994.

### Como convidado especial
| Faixa                              | Artista                            | Álbum | Ano  |
| ---------------------------------- | ---------------------------------- | --- | ---- |
| "We Are 138"                       | Misfits                            | Evilive | 1982 |
| "Kick Out the Jams"                | Bad Brains                         | Pump Up the Volume (Soundtrack)                                                                                | 1990 |
| "Let There Be Rock"                | Hard-Ons                           | (single) | 1991 |
| "Bottom"                           | Tool                               | Undertow | 1993 |
| "Wild America"                     | Iggy Pop                           | American Caesar                                                                                                | 1993 |
| "Sexual Military Dynamics"         | Mike Watt                          | Ball-Hog or Tugboat?                                                                                           | 1995 |
| "Delicate Tendrils"                | Les Claypool and the Holy Mackerel | Highball with the Devil                                                                                        | 1996 |
| "T-4 Strain"                       | Goldie                             | Spawn: The Album                                                                                               | 1997 |
| "War"                              | Bone Thugs-n-Harmony & Edwin Starr | Small Soldiers (Soundtrack)                                                                                    | 1998 |
| "Laughing Man (In the Devil Mask)" | Tony Iommi                         | Iommi | 2000 |
| "I Can't Get Behind That"          | William Shatner                    | Has Been | 2004 |
| todas as faixas                    | The Flaming Lips                   | The Flaming Lips and Stardeath and White Dwarfs with Henry Rollins and Peaches Doing The Dark Side of the Moon | 2009 |